# Штанга (украшение)

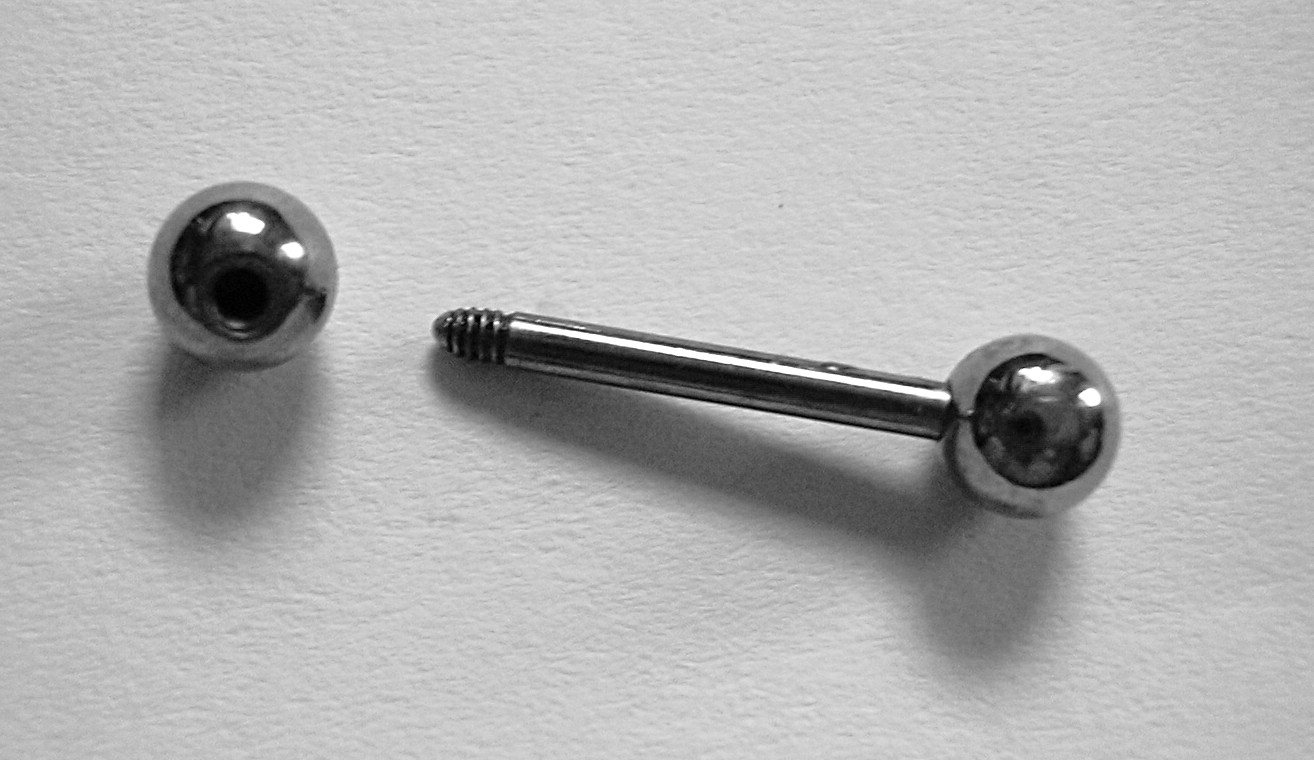
Барбелл

Штанга (барбелл, барбелла) — украшение для пирсинга, состоящее из прямого стержня круглого сечения, на который с обеих сторон накручиваются шарики (шипы, конусы, камни и т. д.). Существуют виды штанги с внутренней и наружной резьбой.
Дизайн украшения разработан и представлен общественности в конце 1970-х годов, одним из крупнейших популяризаторов пирсинга того времени — Джимом Вардом.
Размеры разнообразны: может варьироваться как длина, так и толщина штанги. Самые популярные размеры: диаметр от 1,2 мм до 10 мм, длина от 1,2 см до 3,5 см.
Используется для проколов языка, хрящей (индастриал), носа (бридж, септум), щёк, интимного пирсинга.